# Tecnorrealismo
O tecnorealismo busca ampliar o equilíbrio entre o tecno-utopismo e o neo-ludismo, avaliando as implicações sociais e políticas das tecnologias para que as pessoas tenham maior controle sobre o futuro que desejam moldar. Um relato aponta que o tecnorrealismo surgiu no início dos anos 1990, sendo introduzido por Douglas Rushkoff [en] e Andrew Shapiro [en]. No manifesto do Tecnorrealismo, descrito como uma nova geração de crítica cultural, foi declarado que o objetivo não era promover nem rejeitar a tecnologia, mas compreendê-la para que sua aplicação pudesse estar alinhada aos valores humanos fundamentais. O tecnorrealismo propõe que uma tecnologia, por mais revolucionária que pareça, é uma continuação de revoluções semelhantes ao longo da história humana.

## Abordagem
A abordagem tecnorrealista envolve uma análise crítica contínua de como as tecnologias podem ajudar ou prejudicar as pessoas em sua busca por melhorar a qualidade de vida, suas comunidades e suas estruturas econômicas, sociais e políticas. Além disso, em vez de especialistas em políticas públicas, acadêmicos ou elites, é o crítico de tecnologia quem assume o papel central no discurso sobre questões de políticas tecnológicas.
Embora o tecnorrealismo tenha começado com um foco em preocupações baseadas nos Estados Unidos sobre tecnologia da informação, ele evoluiu para um movimento intelectual internacional com interesses variados, como biotecnologia e nanotecnologia.